# Из ада (фильм)
«Из ада» (англ. From Hell) — американский художественный фильм 2001 года по мотивам одноимённого графического романа Алана Мура и Эдди Кэмпбелла.
Съёмки фильма проводились в Праге. По требованию студии было снято два варианта концовки: один из них — традиционный «хэппи-энд», а другой — более реалистичный.

## Сюжет
В 1888 году Мэри Келли и небольшая группа лондонских проституток изо дня в день влачат жалкое существование. Их подруга Энн Крук, бывшая проститутка, ныне замужем за богатым художником по имени Альберт, недавно родила дочь Элис. Когда Энн похищают, женщины оказываются втянутыми в заговор, связанный с высшим обществом. За похищением Энн следует ужасное убийство еще одной женщины, и вскоре становится очевидным, что за каждой из проституток охотится, убивает и калечит посмертно убийца по прозвищу Джек-потрошитель.
Убийства проституток привлекают внимание инспектора полиции Уайтчепела Фредерика Эбберлайна, блестящего, но проблемного человека, чьей работе в полиции часто помогают его экстрасенсорные «видения». Эбберлайн все еще скорбит о смерти своей жены во время родов двумя годами ранее. Его коллега, сержант Питер Годли, пытается разобраться в странных теориях Эбберлайна. Расследование показывает, что за убийства ответственен образованный человек, который, вероятно, хорошо разбирается в анатомии человека, поскольку применялись высокоточные хирургические методы.
Энн вскоре помещают в работный дом после лоботомии, поскольку врачи сочли ее склонной к насилию и невменяемой. Подразумевается, что операция была проведена для того, чтобы заставить ее замолчать.
Эбберлайн консультируется с сэром Уильямом Галлом, врачом королевской семьи, опираясь на его опыт и знания в области медицины. Во время встречи Галл приходит к выводу, что Эбберлайн борется с опиумной зависимостью. Выводы Галла указывают Эбберлайну на более темный и организованный заговор, чем он первоначально подозревал. Эбберлайн оказывается глубоко вовлеченным в это дело, которое приобретает личный характер, когда он влюбляется в Мэри.
Эбберлайн приходит к выводу, что в убийствах замешаны масоны. Его начальник, высокопоставленный масон, выступает против методов Эбберлайна и отстраняет его от расследования. После этого Эбберлайн проявляет настойчивость и обнаруживает, что убийца - Галл. Галлу было приказано избавиться от всех свидетелей тайного брака художника Уолтера Сикерта с Энн Крук, матерью его законной дочери Элис. Выясняется, что Сикерт - принц Альберт, внук правящей королевы Виктории. Альберт умирает от сифилиса, что делает малышку Элис будущей наследницей британского престола. Галл хвастается Эбберлайну, что его запомнят в истории за то, что он «породил 20-й век». Эбберлайн достает пистолет, клянясь, что Галл не доживет до 20-го века, но прежде чем он успевает выстрелить, его нокаутирует Бен Кидни, также масон.
Масоны пытаются устранить Эбберлайна, не оставив свидетелей, но тот дает отпор и убивает одного из убийц, перевернув карету. Затем он бросается спасать Мэри, но прибывает слишком поздно и обвиняет своего начальника в том, что тот не помогает ему или Годли в расследовании. Осматривая место убийства, Эбберлайн обнаруживает прядь темных волос, отличающуюся от рыжих волос Мэри, и скрывает эту улику, чтобы защитить ее. Все более зловещее поведение Галла позволяет понять его кровожадный, но расчетливый ум. Вместо того, чтобы публично обвинить Галла, масоны делают ему лоботомию, чтобы защитить себя и королевскую семью от скандала. Галл вызывающе заявляет, что ему нет равных среди людей, и не раскаивается до самой операции, которая делает его таким же инвалидом, как Энн.
Эбберлайн отправляется в таверну «Десять колоколов» в Уайтчепеле и получает таинственное письмо от Мэри. Выясняется, что Галл принял другую проститутку, Аду, за Мэри и убил ее. Опасаясь, что за ним пристально наблюдают масоны, Эбберлайн решает не искать ее, несмотря на то, что знает, что она где-то там. Он сжигает письмо Мэри, понимая, что у них с ней никогда не будет нормальной жизни. Позже сержант Годли находит Эбберлайна мертвым от передозировки опиума. Расстроенный Годли прикладывает две монеты к глазам Эбберлайна и скорбно произносит: «Спокойной ночи, милый принц».
Много лет спустя выясняется, что Мэри удочерила Элис, и они вдвоем живут в коттедже на утесе у моря в Ирландии.

## В ролях
| Актёр           | Роль                     |
| --------------- | ------------------------ |
| Джонни Депп     | инспектор Фред Эбберлайн |
| Хизер Грэм      | Мэри Кэлли               |
| Робби Колтрейн  | сержант Питер Годли      |
| Иэн Холм        | сэр Уильям Галл          |
| Иэн Ричардсон   | сэр Чарльз Уоррен        |
| Джейсон Флеминг | кучер Джон Нетли         |
| Катрин Картлидж | Энни Чепмен              |
| Пол Рис         | доктор Феррал            |
| София Майлс     | Виктория Эбберлайн       |
| Иэн Макнис      | следователь Роберт Драдж |
| Сьюзан Линч     | Лиз Страйд               |
| Джоанна Пейдж   | Энн Крук                 |
| Саманта Спиро   | Марта Тэбрем             |

## Критика
Критики оценили фильм средне. На сайте-агрегаторе Rotten Tomatoes картина имеет рейтинг 57 % на основании 153 критических отзывов.
Алан Мур выразил недовольство тем, что жизненный персонаж инспектора Фреда Эбберлайна, представленный им в графическом романе, превратился в фильме в «хлещущего абсент денди и завсегдатая опиумных притонов» в исполнении Джонни Деппа. Мур заметил также, что с такой причёской, как у героя Деппа, в полиции Лондона 1888 года Эбберлайн был бы побит сослуживцами.